# إسرائيل دا سيلفا
إسرائيل دا سيلفا هو لاعب كرة قدم برازيلي في مركز الدفاع، ولد في 9 يوليو 1983 في ساو باولو في البرازيل. لعب مع نادي فلامنغو.

## وصلات خارجية
- إسرائيل دا سيلفا على موقع Soccerway.com (الإنجليزية)